# Ali ibne Omar
Ali ibne Omar (em árabe: يَحيَى بن يَحيَى; romaniz.: Ali ibn Umar), também chamado Ali II, foi califa do Califado Idríssida do Magrebe que reinou de 866 até sua morte em data incerta. Foi antecedido no trono por Iáia II, seu primo, tendo-lhe seguido seu primo Iáia III.

## Vida
Ali era filho de Omar e pai de ao menos uma filha de nome incerto, que casar-se-ia com seu primo, o califa Iáia II (r. 863–866). Com a morte de seu pai em setembro/outubro de 835, os domínios dele lhe foram dados como apanágio por seu tio Maomé I (r. 828–836). Em 866, Iáia faleceu num dos distritos da capital Fez e sua esposa pediu ajuda a seu pai, já que Abderramão ibne Abu Sal Aljudami havia tomado o poder para si. Ali capturou o distrito dos cairuanenses, restaurando a ordem. Sob seu reinado, o sufrita carijita Abdal Razaque revoltou-se no distrito montanhoso de Madiuna ao sul de Fez. Após várias batalhas, o califa foi derrotado e forçado a sair da cidade e refugiar-se junto aos aurabas, enquanto Abdal Razaque ocupou o distrito andalusino. Os cairuanenses, porém, recusaram-se a reconhecê-lo e nomearam como sucessor um primo de Ali, Iáia II.